# Muziek van Appalachia

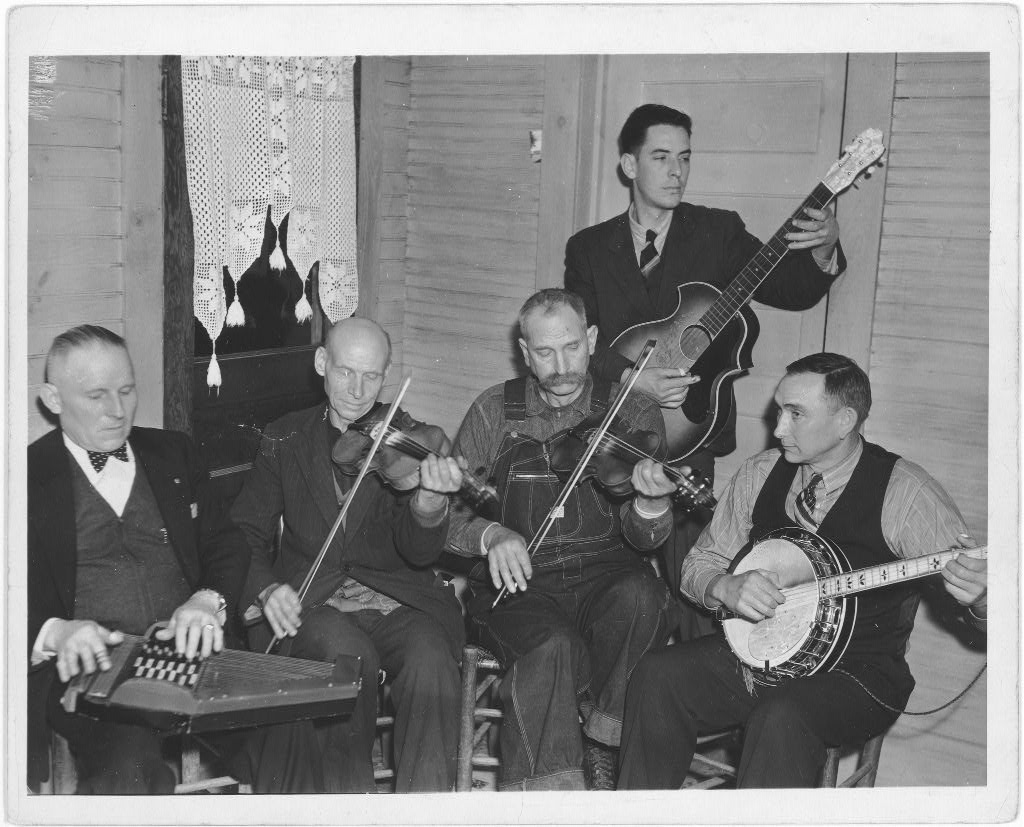
Stringband The Bog Trotters Band in Virginia in 1937

De staten aan de Amerikaanse oostkust met in rood het gebied van Appalachia

De muziek van Appalachia is de muziek uit de culturele regio Appalachia, die voor 1900 de muziek was van de kolonisten, die er zich in de 18e en 19e eeuw vestigden, en later met een mix van vaudevilleliedjes en Afro-Amerikaanse muziek een belangrijke invloed had op de vroege ontwikkeling van old-time music, country, bluegrass en rock-'n-roll. Appalachia is een streek in het oosten van de Verenigde Staten, die zijn naam ontleent aan het gebergte van de Appalachen. De Appalachen omvatten de Berkshires van Connecticut, de Green Mountains van New Hampshire, de Catskills van New York, de Blue Ridge van Virginia en de Great Smoky Mountains van Tennessee. De muziek van de kolonisten vond zijn oorsprong in hun thuislanden en was gebaseerd op de ballades, hymnes en vioolmuziek van de Britse Eilanden, voornamelijk van die uit Schotland, en in mindere mate van de muziek van continentaal Europa.
De muziek van Appalachia, ook mountain music genoemd, vormde een belangrijk onderdeel van de heropleving van de Amerikaanse volksmuziek in de jaren 1960. Instrumenten die doorgaans werden gebruikt waren de banjo, de fiddle, de dulcimer en later de gitaar.

## De kolonisten
De meeste Europese kolonisten vestigden zich in Appalachia in de 18e eeuw, waar zij vanuit de kustvlaktes van Pennsylvania, Virginia en North Carolina en South Carolina de Appalachen introkken. Een relatief groot gedeelte van hen waren de Ulster-Schotten, die zich al eerder vanuit Zuid-Schotland in Noord-Ierland gevestigd hadden. Andere kolonisten waren Engelsen uit het grensgebied met Schotland en Duitsers uit de Rijnland-Palts. Tot slaaf gemaakte Afro-Amerikanen werden in grote getale door Europese kolonisten overgebracht naar gebieden ten oosten van de Appalachen in Tennessee en Kentucky.

### De Britse invloeden
De muzikale tradities die de immigranten van de Brise eilanden meebrachten, bestonden voornamelijk uit Engelse en Schotse ballades - die in wezen verhalen zonder begeleiding waren - en uit instrumentale dansmuziek, zoals reels met begeleiding van een viool. Volgens de musicoloog Cecil Sharp leken de ballades van Appalachia, inclusief hun melodieën, over het algemeen het meest op die van uit ‘het noorden van Engeland’, of op die uit de Schotse Laaglanden en niet op die van de Gaelic-sprekende Highlanders. De stijl van de 18e-eeuwse Schotse violist Niel Gow, die in een krachtige, ritmische zaagslagtechniek met korte boog speelde, zou de basis zijn geworden van de Appalachian-fiddlestijl.

### De invloeden vanuit het Europese vasteland
Er waren Duitse, Poolse en Tsjechische culturele zones in Appalachia, evenals die van Nederlandse en Franse hugenoten-immigranten. Deze culturen werden grotendeels geassimileerd, maar sommige liederen en melodieën, bijvoorbeeld de Duitse "Fischer's Hornpipe", bleven in het repertoire van hun veramerikaanste voorouders. De "Appalachian"-dulcimer, een snaarinstrument met fretten, ontstond in de 19e eeuw in het zuidwesten van Pennsylvania en Noordwest-Virginia en is vermoedelijk afgeleid van de Duitse scheitholt of van vergelijkbare instrumenten als de langeleik, hommel en épinette. In het begin van de 20e eeuw gaven nederzettingsscholen in Kentucky les op een dulcimer, waardoor de populariteit ervan in de regio werd verspreid. Jean Ritchie was grotendeels verantwoordelijk voor de popularisering van het instrument onder liefhebbers van volksmuziek in de jaren 1950.
Er wordt aangenomen dat het jodelen uit de Appalachen in de 18e eeuw de Appalachen is meegebracht door immigranten uit Duitsland, Scandinavië en Zwitserland. Het jodelen in Appalachia is vooral bekend van Jimmy Rodgers, wiens gejodel anders klonk dan de uit de Alpen bekende manier van zingen, waarmee grote afstanden overbrugd konden worden. Zijn manier van zingen was sterk beïnvloed door de bluesmuiek uit zijn geboortestreek aan de rand van Atlanta.

### Afro-Amerikaanse invloeden
In het oude Appalachia wisselden zwarte en blanke violisten melodieën uit, waardoor de ritmes en harmonieën elkaar konden beïnvloeden. De introductie van de banjo in de Southern Mountains na de Amerikaanse Burgeroorlog in de jaren zestig van de negentiende eeuw versnelde dit proces verder. Vroege Afro-Amerikaanse vocale muziek, waarschijnlijk de voorloper van de bluesmuziek, bracht harmonische (de bluesnoten en glissando's) en verbale behendigheid naar de Appalachian muziek, en veel vroege Appalachian muzikanten, zoals Dock Boggs en Hobart Smith , herinnerden zich dat zij sterk werden beïnvloed door het kijken naar zwarte muzikanten die aan het begin van de twintigste eeuw optraden. Dock Boggs, Doc Carter en Doc Watson worden allemaal omschreven als "witte blues" -muzikanten vanwege de aanwezigheid van Afro-Amerikaanse blueskenmerken in hun stijlen.

### Latere ontwikkelingen
De balladetraditie van de "Nieuwe Wereld", de Noord-Amerikaanse ballades, was net zo invloedrijk als de traditie van de Oude Wereld op de ontwikkeling van de Appalachiaanse muziek. Ballades uit de Nieuwe Wereld werden doorgaans geschreven om het nieuws van de dag weer te geven, en werden vaak als broadsides (liedbladen) gepubliceerd. Ballades uit de Nieuwe Wereld die populair waren onder muzikanten uit Appalachia waren onder meer "Omie Wise", "Wreck of the Old 97", "Man of Constant Sorrow" en "John Hardy". Later leidden de mijnbouw en de daarmee samenhangende arbeidskwesties tot de ontwikkeling van protestliederen, zoals "Which Side Are You On?" en "Coal Creek March".
Veel zangers van ballades, zoals Texas Gladden, verwierven wat wordt aangeduid als de "High Lonesome Sound", een schril, nasaal vocaal timbre, vaak met een maatloos ritme en het gebruik van pentatonische toonladders. Het is niet precies bekend wanneer en hoe deze stijl zich precies ontwikkelde, maar elementen zijn ook terug te vinden in Keltische ballades. Dankzij postordercatalogi werden instrumenten als de gitaar, mandoline en autoharp eind 19e eeuw populair. Deze instrumenten werden toegevoegd aan de banjo-en-viool-bezetting om de vroege stringbands te vormen. Daarnaast worden onder meer lepels gebruikt die worden bespeeld door twee lepels tegen elkaar te slaan, waardoor een 'klik'-geluid ontstaat dat tempo creëert, en het wasbord dat de spelers bespelen door met hun handen al dan niet voorzien van vingerhoedjes de riffs te slaan. De wastobbebas is een ander instrument dat populair is in de muziek van de Appalachen. Ook bekend als de gutbucket (of in andere landen de "benzinebas" of "wasmachine"), wordt deze meestal gemaakt van een metalen wastobbe, die als klankkast fungeert, en een staaf of stok met ten minste één snaar, soms met vier of meer. De bas kan ook stemknoppen hebben. De wastobbebas is ontstaan in Afro-Amerikaanse gemeenschappen in Appalachia voordat hij werd geadopteerd door de stringbands.

### Veldwerkopnames

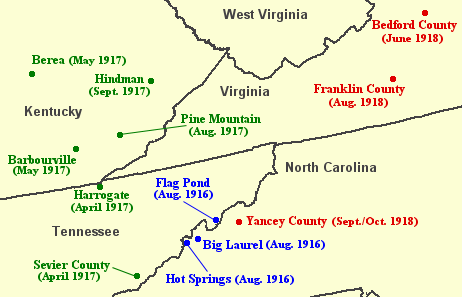
Kaart met de lokaties die Cecil Sharp bezocht

Eind 19e eeuw ontwikkelde zich een brede beweging om het rijke muzikale erfgoed van volksliedjes vast te leggen. De eerste gepubliceerde verzameling liedjes uit de zuidelijke bergen van Appalachia bestond uit één ballade en twee liedjes die Lila W. Edmonds had verzameld in de Roan Mountains in Noord Carolina. De Journal of American Folklore (die, samen met de American Folklore Society, in 1888 was opgericht) drukte het in 1893. In de Appalachen ontdekte men een schat aan teksten van de volksliedjes, die bewaard gebleven zijn bij de inwoners van Appalachia. Deze muziek was ongeschreven, liederen werden - vaak binnen families - van generatie op generatie doorgegeven via mondelinge overdracht. Veldwerk om muziek uit de regio op te nemen (eerst in muzieknotatie, later met opnameapparatuur) werd uitgevoerd door een verscheidenheid aan wetenschappers. Na 1910 begonnen het veldwerk te professionaliseren. In 1912 werden folklore-genootschappen  opgericht in Noord Carolina en Kentucky, in 1913 in Virginia en in 1915 in West Virginia. John Jacob Niles (1892-1980) was een der eersten, die begon met het op papier vastleggen van de muziek, die hij hoorde in zijn familie en omgeving. Uit angst voor plagiaat en imitatie van andere verzamelaars die destijds in de regio actief waren, wachtte Niles tot 1960 met het publiceren van zijn eerste 110 in "The Ballad Book of John Jacob Niles". In mei 1916 bezochten de sopraan Loraine Wyman en haar collega-pianist Howard Brockway Appalachia in de Cumberland Mountains van Kentucky om tijdens een wandeltocht van 480 kilometer gedurende 6 weken volksliedjes te verzamelen. Ze namen hun oogst mee naar New York, waar ze met groot succes hun verzamelde traditionele volksliedjes uitvoerden voor een stedelijk publiek. Zij brachten twee liedboeken uit met melodie en een eenvoudige pianobegeleiding: Lonesome Tunes: Folk Songs from the Kentucky Mountains in 1916 en Twenty Kentucky Mountain Songs in 1920.
Ongeveer een maand na Wyman en Brockway toerden de Britse folkloristen Cecil Sharp en Maud Karpeles op uitnodiging van folkloriste Olive Dame Campbell door de zuidelijke Appalachen. Ze hielden het in totaal drie zomers vol (1916–1918) en verzamelden in de regio meer dan 1.600 versies van 500 liedjes van 281 zangers, voornamelijk van Britse afkomst, waarvan er vele slechts in geringe mate verschilden van hun tegenhangers op de Britse eilanden. Na hun eerste reis publiceerden Sharp en Karpeles 55 ballades in English Folk Songs from the Southern Appalachians. Onder de ballades die Sharp en Karpeles in Appalachia vonden, bevonden zich liedjes met een middeleeuws thema, zoals "The Elfin Knight" en "Lord Thomas and Fair Ellinor", en zeemansliederen als "In Seaport Town" en avonturenliederen zoals "Young Beichan". Ze hebben 16 versies van "Barbara Allen" en 22 versies van "The Daemon Lover" getranscribeerd (in Appalachia vaak "The House Carpenter" genoemd). Het werk van Sharp en Karpeles bevestigde wat veel folkloristen hadden vermoed: in de afgelegen valleien en spelonken van de Appalachen waren de oudere vormen van muziek het best geconserveerd.
Later in de twintigste eeuw werden uitvoeringen van traditionele liederen en ballades door Jean Ritchie, Texas Gladden, Nimrod Workman, Frank Proffitt en Horton Barker en vele anderen opgenomen zoals ze die in de mondelinge traditie hadden geleerd.

### Commerciele opnames

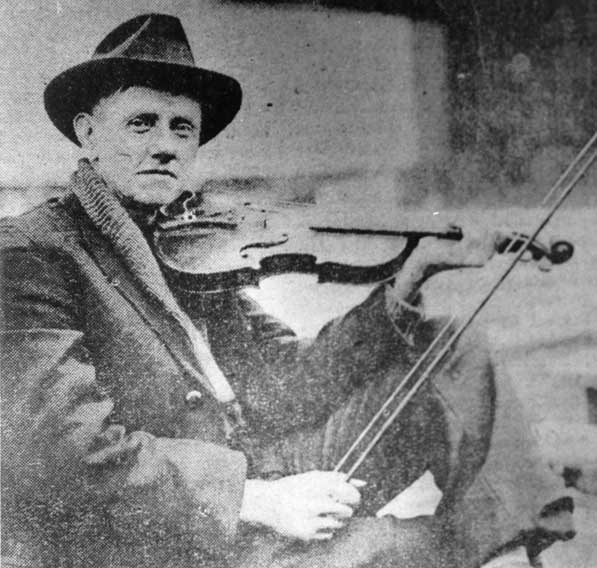
Fiddlin' John Carson

Slechts een paar jaar nadat het veldwerk op het gebied van de volksmuziek tot bloei was gekomen, had de commerciële opname-industrie zich zo ontwikkeld dat het opnemen van muziek uit de Appalachen voor populaire consumptie een levensvatbare onderneming was geworden.
In 1923 hield talentscout Ralph Peer van Okeh Records de eerste opnamesessies voor muzikanten uit de Appalachiastreek in Atlanta in Georgia. Muzikanten die tijdens deze sessies werden opgenomen, waren onder meer Fiddlin 'John Carson, een kampioen vioolspeler uit Noord-Georgia, van wiens "Little Old Log Cabin In The Lane" meer dan 10.000 exemplaren werden verkocht. Het commerciële succes van de sessies in Atlanta bracht OKeh ertoe op zoek te gaan naar andere muzikanten uit de regio, zo werd Henry Whitter in 1924 in New York opgenomen. Het jaar daarop nam Peer een stringband uit North Carolina op onder leiding van Al Hopkins(1889-1932) die zichzelf "een stelletje hillbillies" noemden, een denigrerende term voor slecht opgeleide en arme bergbewonders. Peer gaf de band de naam "The Hill Billies", en het succes van de opnames van de band leidde ertoe dat de term "Hillbilly-muziek" de naam werd voor de Appalachiaanse-stringbandmuziek.
In 1927 maakte Peer, toen werkzaam voor de Victor Talking Machine Company, een reeks opnames in Bristol in Tennessee die voor veel muziekhistorici het begin markeren van commerciële countrymuziek. In 1998 erkende het Amerikaanse Congres Bristol formeel als de "geboorteplaats van de countrymuziek", en in 2014 werd het "Birthplace of Country Music Museum" geopend.  Muzikanten die in die beginperiode in Bristol werden opgenomen, waren onder meer de Carter Family en Jimmie Rodgers, die in zijn slechts zesjarige carrière een superster werd, die hem de titel "Father of country music" bezorgde. Andere platenmaatschappijen, zoals Columbia Records en ARC, volgden het voorbeeld van Peer en hielden soortgelijke opnamesessies. Veel vroege Appalachian-muzikanten, waaronder Clarence Ashley en Dock Boggs, kenden een matig succesniveau. Door het uitbreken van de Grote Depressie in het begin van de jaren 1930 verminderde de vraag naar opgenomen muziek echter, en de meeste van deze muzikanten raakten weer in de vergetelheid.

### Revival van de volksmuziek
In de jaren dertig hielden radioprogramma's zoals de Grand Ole Opry de belangstelling voor muziek uit de Appalachen levend, en verzamelaars zoals musicoloog Alan Lomax bleven gedurende de jaren veertig veldopnames maken in de regio. In 1952 bracht Folkways Records de historische Anthology of American Folk Music uit, die was samengesteld door etnomusicoloog Harry Smith, en die nummers bevatte van Appalachian muzikanten als Clarence Ashley, Dock Boggs en GB Grayson. De compilatie heeft bijgedragen aan de heropleving van de volksmuziek in de jaren 1950 en 1960. Stedelijke folkliefhebbers zoals de New Lost City Ramblers-bandleden Mike Seeger en John Cohen en producer Ralph Rinzler reisden naar afgelegen delen van Appalachia om veldopnames te maken. Naast het opnemen en opnieuw opnemen van oudere muzikanten uit de Appalachen en de ontdekking van nieuwere muzikanten, voerden de folkrevivalisten uitgebreide interviews met deze muzikanten uit om hun muzikale achtergronden en de wortels van hun stijlen en repertoires te bepalen. Appalachiaanse-muzikanten werden vaste gasten op folkfestivals, van het Newport Folk Festival tot festivals aan de Universiteit van Chicago en de Universiteit van Californië in Berkeley. Films als Cohens High Lonesome Sound - met als onderwerp de Kentucky-banjospeler en balladezanger Roscoe Holcomb - hielpen enthousiastelingen een idee te geven van hoe het was om Appalachian-muzikanten te zien optreden. Obray Ramsey en Byard Ray werden in die periode "ontdekt" tijdens de folkrevival van de jaren 1960 op het Asheville Folk Festival in Noord Carolina. Het moment van hun ontdekking viel samen met de psychedelische rockperiode, die ertoe leidde dat hun muziek werd opgenomen in de rockfilm "Zachariah" van 
George Englund.

### Mijnbouw en protestmuziek

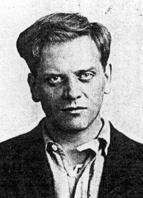
Ralph Chaplin

De grootschalige steenkoolwinning, die eind 19e eeuw in Appalachia begon, bracht drastische veranderingen teweeg in de levens van degenen die ervoor kozen hun kleine boerderijen te verlaten voor een betaalde loonbaan in de kolenmijnsteden. De oude balladetraditie die in Appalachia had bestaan sinds de komst van Europeanen in de regio, werd gemakkelijk toegepast op de sociale problemen in de mijnsteden van eind 19e en begin 20e eeuw: lage lonen, mijnrampen en stakingen. Een van de eerste mijnbouwgerelateerde nummers uit Appalachia was "Coal Creek March", dat werd beïnvloed door de Coal Creek War van 1891 in Anderson County in Tennessee. De mijnarbeidersstrijd in West Virginia in 1914 en de Harlan County War in Kentucky in 1931 leverden nummers op als Ralph Chaplins "Solidarity Forever" en Florence Reece's "Which Side Are You On?". George Korson maakte in 1940 veldopnames van mijnwerkersliederen voor The Library of Congress. Het commercieel meest succesvolle mijnlied uit de Appalachia is "Sixteen Tons" van Merle Travis, dat gecoverd is door Tennessee Ernie Ford, Johnny Cash en tientallen andere artiesten. Andere opmerkelijke liedjes uit de mijnbouw zijn onder meer "The L&N Don't Stop Here Anymore" van Jean Ritchie, "Come All You Coal Miners" van Sarah Ogan Gunning en "Clay County Miner" van Hazel Dickens, te beluisteren op het verzamelalbum van Jack Wright Music of Coal uit 2007.
In 1990 werd een nieuw type mijnbouw in gebruik genomen, Mountain Top Removal (MTR), tot ongenoegen van  veel mensen die in Appalachia woonden en vanwege het geloof vonden dat bergen heilige plaatsen waren en dat ze een geschenk van God waren. Sommige mensen lieten deze gevoelens blijken via de muziek. Enkele voorbeelden zijn Todd Burge's "What Would Moses Climb", Donna Price en Greg Treadway's "The Mountains of Home", "Now Is the Cool of the Day" van Jean Ritchie, 's "Leave Those Mountains Down" van Shirley Stewart Burns en " "Scale Down" van Rising Appalachia.

## Invloeden

### Country
De Bristol-sessies van Ralph Peer in 1927 worden de "Big Bang of Country Music" genoemd, omdat sommige muziekhistorici ze als het begin van het moderne countrymuziekgenre beschouwen. De populariteit van muzikanten als de Carter Family, die voor het eerst opnamen maakten tijdens deze sessies, bewees de platenindustrie dat er een markt was voor hillbillymuziek. In vroeg opgenomen countrymuziek (dwz eind jaren 1920 en begin jaren 1930) overheerst doorgaans het viool- en banjospel in stringbands zoals in Appalachia gangbaar was. Grotendeels te danken aan het succes van de Grand Ole Opry, verschoof het centrum van de countrymuziek in 1940 naar Nashville. In de daaropvolgende decennia, toen de countrymuziekindustrie probeerde door te dringen tot de mainstream, probeerden muzikanten en platenproducers minder de nadruk te leggen op de term 'hillbilly-muziek' ten gunste van 'country'. Eind jaren tachtig hielpen artiesten als Dolly Parton, Ricky Skaggs en Dwight Yoakam om traditionele Appalachia-invloeden terug te brengen in de countrymuziek. Dolly Partons album Little Sparrow bevat een mix van Appalachian folk, bluegrass en countrygospel, zoals zij die in haar jeugd leerde kennen van haar moeder in de Smokey Mountains in Oost-Tennessee.

### Bluegrass
Bluegrass ontwikkelde zich in de jaren 1940 uit een mix van verschillende soorten muziek, waaronder old time music, country en blues, maar vooral van 'mountain stringbands', die op hun beurt hun wortels hadden in een banjo-en-viool-bezetting. De eersten, die deze muziek speelden waren Bill Monroe en zijn Blue Grass Boys. Een bepalend kenmerk van bluegrass - de snelle banjo-plukkerstijl met drie vingers - werd ontwikkeld door Monroes banjospeler, de in North Carolina geboren Earl Scruggs. Later, als lid van Flatt and Scruggs and the Foggy Mountain Boys, schreef Scruggs "Foggy Mountain Breakdown", een van de bekendste bluegrass-instrumentals. Bluegrass groeide snel in populariteit onder talloze muzikanten in Appalachia, waaronder The Stanley Brothers, de Osborne Brothers en Jimmy Martin, en hoewel het werd beïnvloed door verschillende muziekvormen van binnen en buiten de regio (Monroe zelf kwam uit West-Kentucky), is het vaak geassocieerd met Appalachia en wordt het naast oude en traditionele muziek op folkfestivals in Appalachia uitgevoerd.

### Populaire muziek
De muziek uit Appalachia heeft ook buiten de regio invloeden gehad. In 1957 bereikte de Britse skiffle-artiest Lonnie Donegan de top van de Britse hitlijsten met zijn versie van de "Cumberland Gap", en het jaar daarop had Het Kingston Trio een nummer één hit in de Amerikaanse hitlijsten met hun vertolking van "Tom Dooley", een ballade uit Noord-Carolina. Grateful Dead-leider Jerry Garcia zong regelmatig Appalachiaanse-liedjes zoals "Shady Grove" en "Wind and Rain", en zei dat hij de klauwhamerbanjostijl had geleerd door naar Clarence Ashley te luisteren. Bob Dylan, die ook een aantal Appalachiaanse folksongs uitvoerde, beschouwde Roscoe Holcomb als gitarist "een van de beste", Holcombs tweede album An Untamed Sense of Control heeft een door Dylan gegeven omschrijving van Holcombs spel als titel. Eric Clapton beschouwde Holcomb als een van zijn favoriete countrymuzikanten.

### Klassieke muziek
Klassieke componisten Lamar Edwin Stringfield en Kurt Weill hebben muziek van Appalachia in hun composities gebruikt, en de regio was het decor voor de "Appalachian Spring" van Aaron Copland.
De Engelse componist Frederick Delius schreef een werk voor koor, orkest en bariton onder de titel "Appalachia", waarin hij zijn impressies van de Verenigde Staten verwerkte.

### Film
In het begin van de 21e eeuw brachten de films O Brother, Where Art Thou?, en in mindere mate Songcatcher (gebaseerd op het werk van de veldwerkers begin 20e eeuw) en Cold Mountain, een hernieuwde belangstelling voor traditionele muziek van Appalachia. Het succes van O Brother, Where Art Thou? resulteerde in een concert van de betrokken musici in het Ryman Auditorium in Nashville met een daarop volgende tour onder de naam Down from the Mountain. In 2000 werd een documentairefilm over dit optreden uitgebracht.

## Belangrijke musici

### Jaren 1920 - 1930
- Fiddlin' John Carson (1868-1948)
- G. B. Grayson (1887-1930) & Henry Whitter (1892-1941)
- Bascom Lamar Lunsford (1882-1973)
- Clarence Ashley (1895-1967)
- Dock Boggs (1898-1971)
- De Carter Family jaren actief (1927-1956)
- De Skillet Lickers jaren actief (1926-1931)

### Jaren 1950 - 1960
- Jean Ritchie (1922-2015)
- Roscoe Holcomb (1912-1981)
- Ola Belle Reed (1916-2002)
- Lily May Ledford (1917-1985)
- Hedy West (1938-2005)
- Doc Watson (1923-2012)

### Later
- Stanley Hicks (1911-1989)

## Festivals
Er zijn een aantal jaarlijks georganiseerde festivals:
- Het "Ole Time Fiddler's and Bluegrass Festival" (aka als "Fiddler's Grove") in Union Grove in Noord Carolina.
- Het "Mountain Dance and Folk Festival" in Asheville in Noord Carolina.
- Het "Rhythm & Roots Reunion" in Bristol.
- Het "American Folk Music Festival" in Ashland in Kentucky.
- Het "Appalachian String Band Music Festival" in Clifftop in West Virginia.
- De "Tennessee Valley Old Time Fiddlers Convention" in Athens in Alabama.
- De "Mount Airy Fiddlers Convention" in Mount Airy in Noord Carolina.
- Het "Bluff Mountain Festival" in Hot Springs in Noord Carolina.

## Muziekalbums

### Oude muziek
- Appalachia - The Old Traditions Vol 1 & 2 uitgebracht op Home-Made Music.
- Traditional Music of Southern Appalachia door Byard Ray uit 1981 uitgebracht op SGS.
- Banjo Songs Of The Blue Ridge And Great Smokies door Obray Ramsay uit 1957 uitgebracht op Riverside.
- Obray Ramsey & Byard Ray veldrecorder opnames
- Far In The Mountains Volumes I-V, veldwerkopnames door Mike Yates in de periode 1979-82 uitgebracht door Musical Traditions Records.
- The Coon Creek Girls - uitgebracht in 1968 op County Records.
- Obray Ramsey – Sings Jimmie Rodgers Favorites uit 1961 uitgevracht op Prestige International.
- New Lost City Ramblers uitgebracht in 1958 op Folkways.
- The Old Hen Cackled And The Rooster's Gonna Crow - Fiddlin' John Carson heruitgave uit 1973 op Rounder waaronder de opnames uit 1923.
- Old Time Tunes Recorded 1927-1931 - The Skillet Lickers heruitgave uit 1965 op County Records.

### Geïnspireerd op muziek van Appalachia
- Appalachian Fever door Charlie McCoy uitgebracht op Monument.
- Appalachia Waltz door Yo-Yo Ma, Edgar Meyer, Mark O'Connor op Sony Classical
- Imaginary Appalachia door de Canadees Colter Wall.
- White Lightnin' door Obray Ramsey & Byard Ray.
- The Old Sound of Music, Vol. 1 en 2 door The Hackensaw Boys.

## Musea
- Birthplace of Country Music Museum, in Bristol.
- Mountain Music Museum, in Kingsport (in 2019 gesloten).[17]
- Museum of Appalachia, in Norris.